# Luwajbida Szamalijja
Luwajbida Szamalijja (arab. لويبدة شمالية) – wieś w Syrii, w muhafazie Idlib. W 2004 roku liczyła 342 mieszkańców.